# Acacia atopa
Acacia atopa är en ärtväxtart som beskrevs av Leslie Pedley. Acacia atopa ingår i släktet akacior, och familjen ärtväxter. Inga underarter finns listade i Catalogue of Life.